# Atopowe zapalenie skóry
W dermatologii i alergologii  atopowe zapalenie skóry (AZS) to przewlekłe, nawracające zapalenie skóry (dermatoza), przebiegające z okresami zaostrzeń i remisji. Choroba objawia się uporczywym świądem i liszajowaceniem skóry. Jest często i powszechnie występującym schorzeniem, które najczęściej pojawia się w dzieciństwie, ale chorują także ludzie dorośli. 
Poprzednio atopowe zapalenie skóry nazwane było wypryskiem atopowym, świerzbiączką Besniera (łac. Prurigo Besnier), wypryskiem alergicznym lub alergicznym zapaleniem skóry.
Objawy choroby występują okresowo i nie jest ona uważana za uleczalną, ale można ją leczyć i kontrolować jej przebieg.
AZS jest chorobą zaliczaną do atopowych chorób skóry, wywołana genetycznie uwarunkowaną nieprawidłową reakcją immunologiczną na małe dawki antygenów.
Niektórzy zaliczają atopowe zapalenie skóry do chorób psychosomatycznych.

## Epidemiologia
Schorzenie dotyka od 0,25 do 20% populacji. 
Choroba najczęściej pojawia się w dzieciństwie, ale chorują także dorośli. 
Chociaż u większości dzieci choroba ustępuje, to u części trwa dalej także w wieku dorosłym. Około ¼ przypadków atopowego zapalenia skóry rozpoczyna się osób w wieku dorosłym.

## Etiopatologia
Atopowe zapalenie skóry ma złożoną, wieloczynnikową etiopatologię, na którą tworzą się składniki genetyczne, immunologiczne i środowiskowe, a 
miejscem w którym zachodzą zmiany chorobowe jest naskórek. Pacjenci mają także unikalne predyspozycje do kolonizacji bakterią Staphylococcus aureus. Bakteria ta wytwarza enterotoksyny, które indukują wytwarzanie histaminy oraz świąd. AZS jest chorobą zaliczaną do atopowych chorób skóry. 
Czynnik genetyczny polega na nieprawidłowej reakcji immunologicznej (nadmierna reaktywność komórek Langerhansa, związana z nieprawidłową odpowiedzią odpornościową na małe dawki antygenów, w wyniku której dochodzi do nadmiernego wytwarzania przeciwciał IgE skierowanych głównie przeciwko tym alergenom). Przeciwciała IgE wykazują zdolność do wiązania swoistych alergenów, które są następnie modyfikowane i prezentowane limfocytom T pomocniczym. Prowadzi to do proliferacji tych komórek i wytworzenia się przewagi komórek pomocniczych Th2, które wydzielają cytokiny prozapalne, między innymi interleukiny 4, 5 oraz 10, które pogarszają stan kliniczny skóry.
Ważne znaczenie w etiopatogenezie ma uszkodzenie bariery ochronnej naskórka (zbudowaną głównie z lipidów, tzw. płaszcz lipidowy). Skóra chorego pod wpływem alergenów – substancji drażniących (mydło, rozpuszczalniki), alergenów wziewnych/kontaktowych (roztocze, sierść) lub pewnych pokarmów (jajka, mleko, białko pszenicy, czekolada, truskawki) i innych szkodliwych substancji pochodzenia zewnętrznego ulega uszkodzeniu i szeregu zmian chorobowych.

### Czynniki genetyczne
Znaczącą rolę w rozwoju atopii odgrywają skłonności genetyczne. Jednak sposób dziedziczenia i rodzaj haplotypu biorącego udział w patogenezie schorzenia nie zostały dotychczas dookreślone. Ryzyko wystąpienia AZS u bliźniąt jednojajowych wynosi 70%, a u dwujajowych między 20 a 30%. Atopowe zapalenie skóry stwierdzone u obojga rodziców daje 70% szans na ponowienie choroby u dzieci, natomiast diagnoza AZS u matki lub ojca podnosi ryzyko zachorowania u potomków do 30%. Ryzyko wystąpienia choroby u dzieci, których żaden z rodziców nie jest dotknięty chorobą atopową waha się w granicach od 5 do 15%.

## Objawy i przebieg

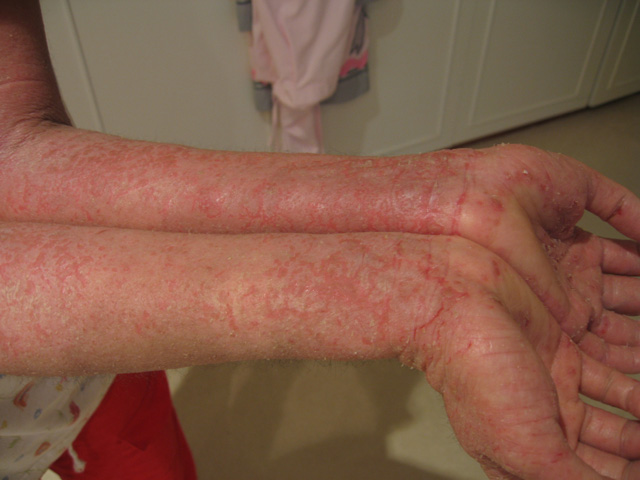
AZS – typowa manifestacja atopii

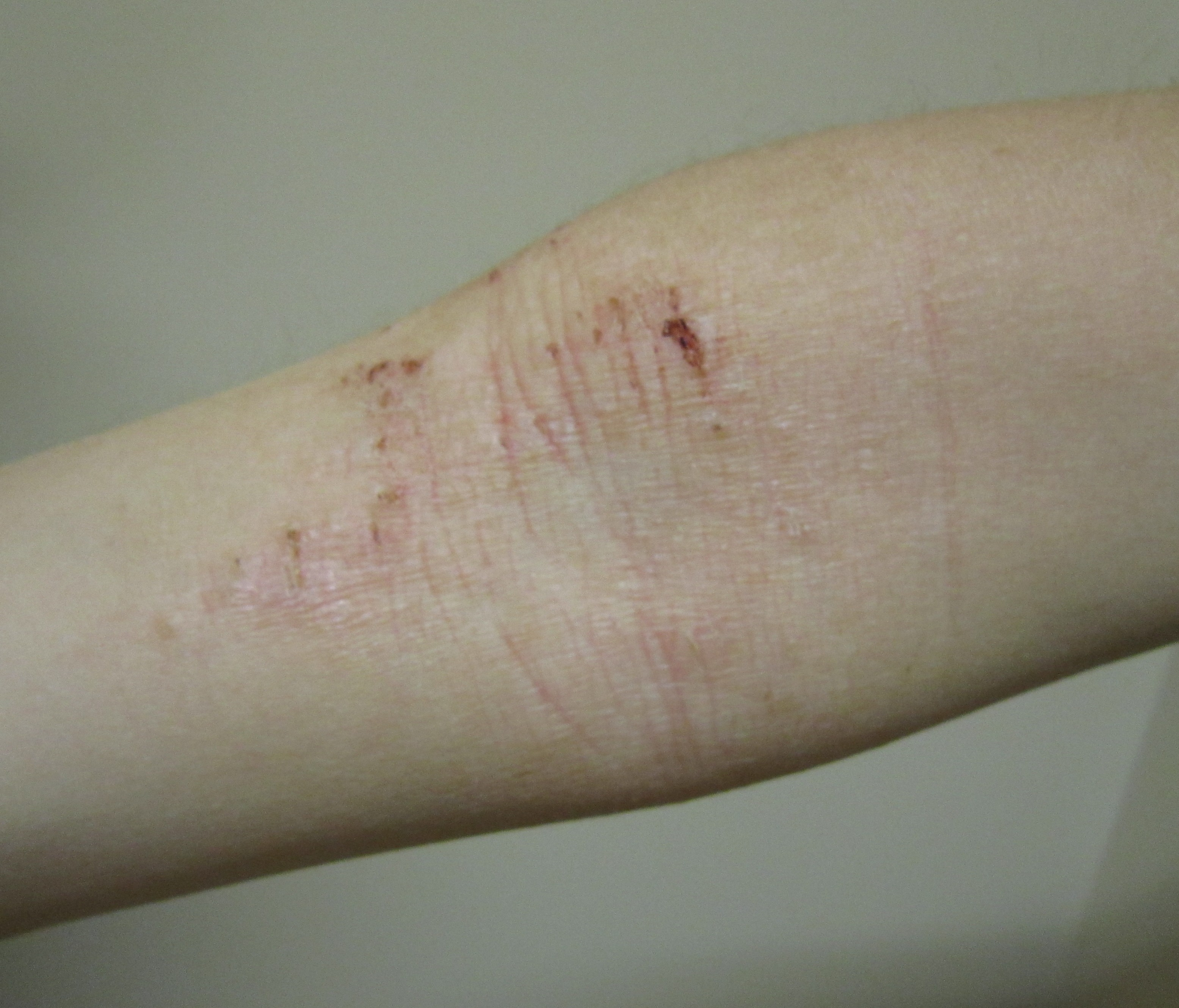
Obraz skóry w AZS

W obrazie klinicznym atopowego zapalenia skóry (AZS) wyróżnia się trzy fazy choroby:
- niemowlęcą (do 2. r. ż.) – ze zmianami wysiękowymi i strupami zlokalizowanymi na twarzy, owłosionej skórze głowy, kończynach i tułowiu;
- dziecięcą (od 3 do 11 r. ż.) – ze zmianami zlokalizowanymi na zgięciach łokciowych i podkolanowych, karku oraz nadgarstkach. Możliwe jest wystąpienie zmian typu łupież białawy oraz złuszczającego zapalenia czerwieni wargowej z pęknięciami w kącikach ust;
- młodzieżową/osób dorosłych (od 12 do 23 r. ż.; niekiedy dłużej) – o lokalizacji podobnej, jak w zmianach dziecięcych, z dodatkowym – częstym – wystąpieniem zmian skórnych na powierzchni grzbietowej rąk. Może dojść też do pobrużdżenia i pogrubienia skóry.

Nie każdy pacjent musi przechodzić przez wszystkie fazy choroby. AZS może wystąpić we wczesnym dzieciństwie lub w późniejszym okresie rozwoju, ale zazwyczaj początek rozwoju AZS przypada zwykle między 3 a 6 miesiącem życia. U ok. 40% dzieci choroba ustępuje z wiekiem. U pozostałych chorych zdarzają się nawroty w wieku dorosłym. Ze względu na historię naturalną schorzenia może ono trwać wiele lat bądź nawet całe życie.
Cechą wspólną dla wszystkich faz występowania choroby jest uporczywy świąd. 
Pozostałymi głównymi objawami atopowego zapalenia skóry są: zaczerwienienie i suchość skóry, jej łuszczenie się i skłonność do nawrotowych zakażeń bakteryjnych. W 100% przypadków AZS jest sprzężone z lichenizacją (pogrubieniem) naskórka. Zmiany najczęściej lokalizują się na zgięciach łokciowych i kolanowych, na twarzy i szyi, ale mogą obejmować całe ciało (patrz: erytrodermia). Objawem charakterystycznym dla AZS jest również objaw Dennie-Morgana.
W przebiegu schorzenia występują również objawy, które nie są charakterystyczne dla żadnej z faz, są to np. przebarwienia bądź odbarwienia pozapalne skóry, które ulegają repigmentacji po około 6 miesiącach. Choroba ma przebieg wieloletni z okresami, kiedy objawy są mniej lub bardziej nasilone.
W przebiegu choroby ma znaczenie stres emocjonalny, który sam nie jest bezpośrednią przyczyną objawów, ale poprzez wpływ układu nerwowego może stać się czynnikiem wyzwalającym objawy u osoby chorej. 
U osoby chorej na atopowe zapalenie skóry często mogą współwystępować również inne schorzenia atopowe: astma oskrzelowa, alergiczny nieżyt nosa/alergiczne zapalenie spojówek i alergia pokarmowa. Występowanie po sobie lub razem u tej samej osoby schorzeń atopowych (pierwszym zwykle jest AZS) określa się jako marsz alergiczny.

### Rozpoznanie
Opracowano kryteria rozpoznawcze AZS (kryteria Hannifina-Rajki).

#### Kryteria większe
1. świąd
2. typowe umiejscowienie
3. przewlekły i nawrotowy przebieg
4. atopia u chorego lub w wywiadzie rodzinnym

#### Kryteria mniejsze
1. suchość skóry (xerosis)
2. rogowacenie przymieszkowe (keratosis pilaris) lub rybia łuska (ichthyosis)
3. natychmiastowe odczyny skórne
4. podwyższone stężenie IgE w surowicy
5. dodatnie wyniki testów skórnych z alergenami
6. początek w dzieciństwie
7. skłonność do nawrotowych zakażeń skóry
8. zaćma
9. nawrotowe zapalenie spojówek
10. przebarwienia powiek i skóry wokół oczu
11. nietolerancja wełny
12. nietolerancja niektórych pokarmów
13. zaostrzenia po stresach psychicznych
14. świąd po spoceniu
15. biały dermografizm
16. pogrubienie fałdów na szyi
17. rumień twarzy
18. zapalenie czerwieni wargowej
19. stożek rogówki
20. objaw Dennie-Morgana (dodatkowy fałd skórny poniżej dolnej powieki)
21. łupież biały
22. zapalenie brodawek sutkowych
23. skłonność do niespecyficznego stanu zapalnego skóry dłoni i stóp

Do rozpoznania AZS wystarczające jest spełnienie 3 spośród 4 głównych kryteriów; mniejsze kryteria mają znaczenie uzupełniające.
Bardzo pomocne są tzw. kryteria Williama, które pozwalają na rozpoznanie schorzenia z 85% czułością i 95% swoistością. Kryterium podstawowym, które musi być bezwzględnie spełnione, jest obecność swędzących zmian skórnych w chwili badania i w poprzedzających 12 miesiącach. Z kryteriów dodatkowych muszą być spełnione trzy.
Kryteria dodatkowe według Williama:
- widoczny wyprysk
  - po stronie zginaczy (pacjent powyżej 4 r.ż.)
  - na twarzy (pacjent poniżej 4 r.ż.)
- w wywiadzie wyprysk
  - po stronie zginaczy (pacjent powyżej 4 r.ż.)
  - na policzkach (pacjent poniżej 4 r.ż.)
- wczesny początek zmian (do 4 r.ż)
- uogólniona suchość skóry w ciągu ostatniego roku
- współistnienie innych chorób atopowych
  - astma, katar sienny (pacjent powyżej 4 r.ż.)
  - lub dodatni wywiad atopowy u krewnych I stopnia (pacjent poniżej 4 r.ż)

## Różnicowanie
Atopowe zapalenie skóry bywa mylone z łuszczycą. Inne jednostki chorobowe wymagające różnicowania z AZS to świerzbiączka objawowa (prurigo symptomatica) i świerzbiączka letnia (prurigo aestivalis).

## Leczenie
Objawy choroby występują okresowo i nie uważa się jej za całkowicie uleczalną, ale można ją leczyć i kontrolować jej przebieg. 
Według zaleceń dermatologicznych pierwszą linią postępowania w AZS jest tzn. terapia podstawowa, na którą składają się:
- edukacja
- profilaktyka (unikaniu kontaktu z prowokującymi alergenami i czynnikami drażniącymi)
- codzienne oczyszczanie i pielęgnacja skóry
- przywracanie zaburzonej funkcji bariery naskórkowej (terapia emolientowa)

Leczenie polega głównie na połączeniu: 
- stosowaniu miejscowych leków przeciwzapalnych na skórę, głównie glikokortykosterydów
- stosowaniu leków o działaniu ogólnoustrojowym

### Leczenie przyczynowe
Jeśli można ustalić czynniki alergizujące, postępowanie polega na eliminacji ich z otoczenia lub pokarmów spożywanych przez chorego. 

#### Immunoterapia
W niektórych przypadkach można zastosować alergenowo swoistą immunoterapię (ang. Specific Alergen Immunotherapy, SIT), która jest metodą leczenia przyczynowego u osób z uczuleniem na aeroalergeny całoroczne i sezonowe, u których dotychczasowa terapia nie jest wystarczająco skuteczna. Zobacz też: odczulanie.

### Leczenie objawowe

#### Leki biologiczne
Od września 2017 r. został zatwierdzony w Unii Europejskiej do leczenia atopowego zapalenia skóry lek biologiczny (przeciwciało monoklonalne) dupilumab.
Kolejnym lekiem biologicznym dostępnym w Unii Europejskiej od czerwca 2021 r. jest tralokinumab (nazwa handlowa: Adtralza, producent LEO Pharma)
.

#### Inne
- środki przeciwhistaminowe
- kortykosteroidy ogólnie w okresie zaostrzeń i miejscowo w postaci maści, z unikaniem zaróbki lanolinowej (chorzy często są na nią wrażliwi)
- krysaborol – inhibitor fosfodiesterazy 4 (PDE-4), u dorosłych i dzieci 2-17 lat z uszkodzoną powierzchnią skóry w mniej niż 40%. Został zatwierdzony do stosowania w Unii Europejskiej przez Europejską Agencję Leków (EMA) w lutym 2020 roku[23]
- leki immunosupresyjne[24] (np. cyklosporyna A[25] – ogólnie, takrolimus – miejscowo, pimekrolimus – miejscowo)
- fotochemioterapia (PUVA), fototerapia – naświetlania UVA i UVB, najczęsciej stosowana jest fototerapia UVB; naturalne światło słoneczne ma słabsze działanie od metod fototerapii[26][17]
- pielęgnacja i natłuszczanie skóry
- stwierdzono korzystne działanie kąpieli z dodatkiem wybielaczy dla zmniejszenia stopnia ciężkości i objawów atopowego zapalenia skóry[27]
- specjalistyczna odzież lecznicza
- metoda mokrych opatrunków (ang. wet wrap therapy, WWT)[28]

Ze względu na przewlekły i nawrotowy charakter choroby, celem terapii jest utrzymanie jak najdłuższych okresów remisji oraz dobrego stanu ogólnego chorego.

#### Leczenie o niepotwierdzonej skuteczności lub nieskuteczne[29]
- nienasycone kwasy tłuszczowe, stosowane doustnie lub na skórę
- kąpiele solankowe
- kąpiele w krochmalu
- zioła chińskie
- akupunktura
- homeopatia
- aromaterapia
- suplementacja witaminą D lub E (brak wystarczających dowodów)

## Prewencja
W związku z tym, że chorzy na AZS – w porównaniu z populacją zdrową – są znacznie bardziej podatni na działanie różnych czynników drażniących, zaleca się im:
- unikanie ubrań wełnianych, sztucznych i szorstkich na rzecz luźnych, przepuszczających powietrze i bawełnianych
- pranie odzieży (także przed pierwszym użyciem w celu pozbawienia ich środków usztywniających) w odpowiednich środkach i obfite płukanie tkaniny
- rezygnację z mydła, a korzystanie ze specjalnych preparatów do skóry atopowej
- mycie ciała wodą o odpowiedniej (średniej) temperaturze oraz stosowanie emolientów w ciągu 5 minut po kąpieli/prysznicu
- wprowadzenie delikatnego osuszania skóry ręcznikiem papierowym w miejsce tarcia ręcznikiem po ciele
- dbanie o odpowiednią temperaturę i wilgotność w zamieszkałych pomieszczeniach
- usunięcie dywanów, firan i tapicerowanych mebli z mieszkania, gromadzących kurz
- nieposiadanie zwierząt w domu ze względu na ryzyko kontaktu z alergizującą sierścią
- unikanie sytuacji stresogennych mogących nasilać symptomy
- niezwłoczne leczenie infekcji grzybicznych i bakteryjnych, które mogą zaostrzać objawy AZS
- wyeliminowanie wzmacniaczy smaku i konserwantów z pożywienia[30]
- unikanie różnego rodzaju barwników sztucznych (np. farby do włosów) oraz wykonywanie testów alergicznych przed ewentualnym ich zastosowaniem
- unikanie wystawiania skóry na działanie promieni słonecznych
- unikanie długotrwałego, nadmiernego pocenia się (szczególnie u dzieci i młodzieży na zajęciach wychowania fizycznego z powodu braku możliwości przerwania ćwiczeń w dogodnym momencie)
- niepalenie papierosów
- terapia emolientowa (stosowanie emolientu nawet 2-3 razy dziennie), poleca się stosowanie miejscowe nowoczesnych emolientów z agonistami receptorów proliferatorów peroksysomów (PPAR)[31].

## Klasyfikacja ICD10
| kod ICD10     | nazwa choroby                           |
| ------------- | --------------------------------------- |
| ICD-10: L20   | Atopowe zapalenie skóry                 |
| ICD-10: L20.0 | Świerzbiączka skazowa Besniera          |
| ICD-10: L20.8 | Inne postacie atopowego zapalenia skóry |
| ICD-10: L20.9 | Atopowe zapalenie skóry, nieokreślone   |